# Porto Sant'Elpidio
Porto Sant'Elpidio là một đô thị tại tỉnh Ascoli Piceno ở vùng Marche, Ý.